# Pegesimallus srilankensis
Pegesimallus srilankensis là một loài ruồi trong họ Asilidae. Pegesimallus srilankensis được Londt miêu tả năm 1980. Loài này phân bố ở miền Ấn Độ - Mã Lai.